# Hongaarse parlementsverkiezingen 1947

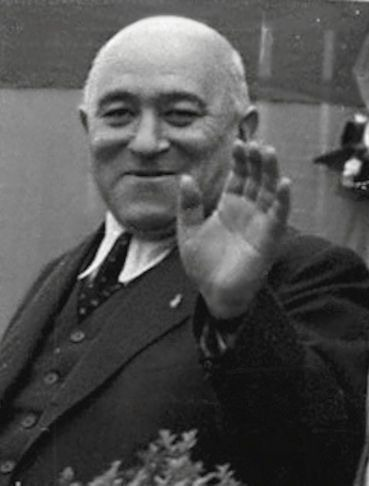
Mátyás Rákosi (1892-1971), de partijsecretaris van de Hongaarse Werkerspartij (MDP) en werkelijke machthebber van Hongarije

De Hongaarse parlementsverkiezingen van 1949 vonden op 31 augustus van dat jaar plaats. De verkiezingen werden gewonnen door het regeringsblok dat werd gedomineerd door de Hongaarse Communistische Partij (MKP). De MKP verkreeg binnen het regeringsblok 22% van de stemmen, goed voor 100 zetels. De grootste oppositiepartij werd de liberaalgeoriënteerde Democratische Volkspartij (DNP) die 16% van de stemmen kreeg, wat zich in 60 zetels vertaalde.

## Deelnemende partijen
| Logo      | Logo | Partij                                        | Afkorting | Ideologie                                          | Leider             |
| --------- | ---- | --------------------------------------------- | --------- | -------------------------------------------------- | ------------------ |
| Regering  |      | Hongaarse Communistische Partij               | MKP       | Communisme Marxisme-leninisme                      | Mátyás Rákosi      |
| Regering  |      | Partij van Kleine Landbouwers                 | FKgP      | Agrarisme Big tent                                 | István Dobi        |
| Regering  |      | Sociaaldemocratische Partij van Hongarije     | MSzDP     | Sociaaldemocratie Democratisch socialisme          | Árpád Szakasits    |
| Regering  |      | Nationale Boerenpartij                        | NPP       | Agrarisch socialisme Linkspopulisme                | Péter Veres        |
| Oppositie |      | Democratische Volkspartij                     | DNP       | Liberalisme Christendemocratie Christen-socialisme | István Barankovics |
| Oppositie |      | Hongaarse Onafhankelijkheidspartij            | MFP       | Nationaal-conservatisme Anticommunisme             | Zoltán Pfeiffer    |
| Oppositie |      | Onafhankelijke Hongaarse Democratische Partij | FMDP      | Liberalisme Centrisme Christendemocratie           | István Balogh      |
| Oppositie |      | Hongaarse Radicale Partij                     | MRP       | Liberalisme Sociaalliberalisme                     | Imre Csécsy        |
| Oppositie |      | Christelijke Vrouwenliga                      | KNT       | Christendemocratie Christelijk feminisme           | Margit Slachta     |
| Oppositie |      | Burgerlijk-Democratische Partij               | PDP       | Liberalisme Nationaal-liberalisme                  | Ernő Bródy         |

## Uitslag
| Partij                                               | Stemmen   | %       | Zetels    |
| ---------------------------------------------------- | --------- | ------- | --------- |
| Hongaarse Communistische Partij (MKP)                | -         | 22,3%   | 100 / 411 |
| Partij van Kleine Landbouwers (FKgP)                 | -         | 15,4%   | 68 / 411  |
| Sociaaldemocratische Partij van Hongarije (MSzDP)    | -         | 14,3%   | 67 / 411  |
| Nationale Boerenpartij (NPP)                         | -         | 8,3%    | 36 / 411  |
| Totaal Regering                                      |           | 60,3%   | 271 / 411 |
| Democratische Volkspartij (DNP)                      | -         | 16,4%   | 60 / 411  |
| Hongaarse Onafhankelijkheidspartij (MFP)             | -         | 14,3%   | 49 / 411  |
| Onafhankelijke Hongaarse Democratische Partij (FMDP) | -         | 5,1%    | 18 / 411  |
| Hongaarse Radicale Partij (MRP)                      | -         | 1,7%    | 6 / 411   |
| Christelijke Vrouwenliga (KNT)                       | -         | 1,3%    | 4 / 411   |
| Burgerlijk-Democratische Partij (PDP)                | -         | 0,9%    | 3 / 411   |
| Totaal Oppositie                                     |           | 39,7%   | 140 / 411 |
| Totaal                                               | 4.994.338 | 100,00% | 411       |
|                                                      |           |         |           |
| Geldige stemmen                                      | -         | -       |           |
| Blanco/ ongeldige stemmen                            | 31.950    | -       |           |
| Totaal uitgebrachte stemmen                          | 5.026.288 | 100,00% |           |
| Geregistreerde kiezers/ opkomst                      | -         | 96,5%   |           |
| Bron: Nohlen & Stöver, Uitslag                       |           |         |           |